# Lalande 21185
Lalande 21185 (také označovaná jako Gliese 411) je červený trpaslík v souhvězdí Velké medvědice, vzdálený přibližně 8,3 světelných let od Slunce. Jedná se o čtvrtou nejbližší známou hvězdu od Slunce a jeden z nejjasnějších červených trpaslíků na severní obloze s hvězdnou velikostí 7,5. Hvězda je viditelná dalekohledem nebo triedrem.

## Fyzikální vlastnosti
Lalande 21185 je hvězda spektrální třídy M2V s hmotností přibližně 39 % a průměrem 39 % Slunce. Povrchová teplota se pohybuje kolem 3 550 K, což se projevuje jejím červeným zabarvením. Je stará asi 8 miliard let, přičemž vyzařuje pouze 0,55 % sluneční svítivosti (většina záření je v infračervené oblasti). Lalande 21185 je proměnná hvězda typu BY Draconis, jejíž jasnost kolísá v důsledku hvězdných skvrn. Rotační perioda se odhaduje na 56 dní.

## Historie
Hvězdu poprvé zanesl do svého katalogu Histoire céleste française v roce 1801 francouzský astronom Joseph Jérôme Lefrançois de Lalande. Vysoký vlastní pohyb (přes 4 obloukové vteřiny za rok) později zaznamenal Friedrich Wilhelm Argelander (1857). Právě díky blízkosti k Zemi a svému rychlému pohybu se stala předmětem důkladných pozorování i hledání exoplanet.

## Exoplanety
Pozorování a měření z posledních let přinesla důkazy o existenci dvou exoplanet a jednoho kandidáta:
- Lalande 21185 b: Superzemě o minimální hmotnosti 2,7 M⊕; nachází se ve vzdálenosti 0,079 AU a oběhne hvězdu za 12,94 dne. Leží mimo obyvatelnou zónu.[3]
- Lalande 21185 c: Planeta s minimální hmotností 14,2 M⊕, vzdálená 2,94 AU; oběžná doba činí zhruba 8 let.
- Lalande 21185 d (kandidát): Planeta o minimální hmotnosti 3,9 M⊕ s dobou oběhu 215 dní, nacházející se na vnější hranici obyvatelné zóny.

## Budoucnost
Za asi 20 000 let se Lalande 21185 díky svému vlastnímu pohybu přiblíží k Zemi na 4,65 ly, čímž se na určitou dobu stane jednou z nejbližších hvězd Slunci.